# Zhongguo Nanjing
Zhongguo Nanjing war eine Automarke aus der Volksrepublik China.

## Markengeschichte
Hersteller war Nanjing Fiat Automobile aus Nanjing. Die Marke wurde 1999 eingeführt. Bis 2001 waren die Verkaufszahlen vierstellig. In dem Jahr führte das Unternehmen zusätzlich den Markennamen Fiat ein. Daraufhin fielen die Absatzzahlen der Zhongguo Nanjing in den dreistelligen Bereich. Nach 2003 wurde diese Marke nicht mehr verwendet.

## Fahrzeuge
Zwischen Juni 1999 und Oktober 2003 stand der NJ 6400 GHR Eagle im Angebot. Dieses Modell basierte auf einem älteren Seat Ibiza. Außerdem gab es den NJ 6400 GHA Unique als Kastenwagen.

## Produktionszahlen
| Jahr | Produktionszahl | Quelle      |
| ---- | --------------- | ----------- |
| 2000 | 5638            | [ 1 ] [ 2 ] |
| 2001 | 6550            | [ 1 ] [ 2 ] |
| 2002 | 879             | [ 1 ] [ 2 ] |
| 2003 | 518             | [ 1 ] [ 2 ] |
| 2004 | 0               | [ 2 ]       |